# Isaac Greenwood
Isaac Greenwood (Boston, 11 de maio de 1702 — Charleston (Carolina do Sul), 22 de outubro de 1745) foi um matemático estadunidense.
Foi o primeiro Professor Hollisiano de Matemática do Harvard College.